# Трето съсловие
Третото съсловие (на латински: tertius status; на френски: tiers état) е едно от съсловията в социалната структура на Средновековието, в която има строго разграничение между отделните прослойки на обществото. Първото съсловие включва духовенството, чиито представители независимо от произхода си (но все пак произлизат най-вече от средата на аристокрацията) получават специално образование и се обричат на служба на църквата и задължителния начин на живот по нейните канони. Единственото условие (от което произтичат и привилегиите му) за принадлежност към второто съсловие е наличието на „синя кръв“ или принадлежност към аристокрацията. Третото съсловие представлява всички останали хора в обществото, които не влизат в първите две и става известно преди всичко във Франция по време на стария ред.
Във Франция първите две съсловия имат значителни финансови привилегии (най-важната от тях е, че не се облагат и не плащат данъци), както и запазено право на достъп до властта (светска или духовна), макар като численост и принос в материалната сфера да са неравностойни спрямо третото. За разлика от тях, третото съсловие, оценявано на 98% от цялото население, като широката маса (около три четвърти) са селяни, е обложено с данъци. Вътре в съсловието има значително разслояване, като се обособяват три групи: наемни работници и селяни (най-многочислената); градско население, начело със зараждащата се буржоазия – търговци на едро, спекуланти, банкери, манифактуристи, занаятчии и дребни търговци, обхванати в едно общо движение за издигане и забогатяване; елит – забогатели градски производители и търговци, интелигенция (адвокати, икономисти). Елитът се опитва да подражава на живота на аристокрацията, като мнозина си купуват имения и благороднически титли, заемат различни длъжности в съдебните органи и държавното управление.
Идеите на Просвещението намират широк прием сред образованата част на обществото, включително сред елита на третото съсловие и негови представители са сред най-известните личности от събитията по време на Великата френска революция.